# سيرسيماجيوري
سيرسيماجيوري (بالإيطالية: Cercemaggiore)‏ هي كومونا في مقاطعة كمبباسة في منطقة مليزة الإيطالية،وتقع على بعد حوالي 12 كيلومتر (7 ميل) جنوب شرق كمبباسة.